# Maurice Setters
Maurice Setters (16. prosince 1936, Honiton – 22. listopadu 2020, Doncaster) byl anglický fotbalový útočník. Po skončení aktivní kariéry působil jako trenér Doncaster Rovers FC.

## Fotbalová kariéra
Začínal v týmu Exeter City FC. Dále hrál za West Bromwich Albion FC, Manchester United FC, Stoke City FC, v USA za Cleveland Stokers, dále za Coventry City FC a Charlton Athletic FC. S Manchester United FC vyhrál v roce 1963 Anglický pohár. V Poháru vítězů pohárů nastoupil v 6 utkáních a dal 1 gól a ve Veletržním poháru nastoupil v 1 utkání. Byl členem anglické reprezentace na Mistrovství světa ve fotbale 1958, ale zůstal mezi náhradníky a do utkání nezasáhl. Za reprezentaci Anglie nikdy nenastoupil.

## Ligová bilance
| Ročník                                  | Zápasy | Góly | Klub                    |
| --------------------------------------- | ------ | ---- | ----------------------- |
| Football League Third Division 1953/54  | 1      | 0    | Exeter City FC          |
| Football League Third Division 1954/55  | 9      | 0    | Exeter City FC          |
| Football League First Division 1955/56  | 11     | 2    | West Bromwich Albion FC |
| Football League First Division 1956/57  | 21     | 1    | West Bromwich Albion FC |
| Football League First Division 1957/58  | 27     | 3    | West Bromwich Albion FC |
| Football League First Division 1958/59  | 41     | 2    | West Bromwich Albion FC |
| Football League First Division 1959/60  | 20     | 2    | West Bromwich Albion FC |
| Football League First Division 1959/60  | 17     | 0    | Manchester United FC    |
| Football League First Division 1960/61  | 40     | 4    | Manchester United FC    |
| Football League First Division 1961/62  | 38     | 3    | Manchester United FC    |
| Football League First Division 1962/63  | 27     | 1    | Manchester United FC    |
| Football League First Division 1963/64  | 32     | 4    | Manchester United FC    |
| Football League First Division 1964/65  | 5      | 0    | Manchester United FC    |
| Football League First Division 1964/65  | 16     | 1    | Stoke City FC           |
| Football League First Division 1965/66  | 39     | 3    | Stoke City FC           |
| Football League First Division 1966/67  | 28     | 1    | Stoke City FC           |
| Football League First Division 1967/68  | 3      | 0    | Stoke City FC           |
| Football League First Division 1967/68  | 25     | 1    | Coventry City FC        |
| Football League First Division 1968/69  | 17     | 2    | Coventry City FC        |
| Football League First Division 1969/70  | 9      | 0    | Coventry City FC        |
| Football League Second Division 1969/70 | 8      | 1    | Charlton Athletic FC    |
| Celkem                                  | -      | -    |                         |